# Pan American Cup
Der Pan American Cup ist die Hockey-Kontinentalmeisterschaft für amerikanische Herren- und Damennationalmannschaften. Er wird seit 2000 (Herren) bzw. 2001 (Damen) ausgetragen. Bisher (2022) gab es jeweils sechs Ausgaben. Veranstalter ist die Pan American Hockey Federation  (PAHF). Der Amerikameister qualifiziert sich für die Olympischen Spiele bzw. die Weltmeisterschaften, die Ergebnisse des Cups fließen in die FIH-Weltrangliste ein.

## Herren

### Endergebnisse
| Jahr | Ort               | Sieger      | Zweiter            | Dritter            | Vierter            |
| ---- | ----------------- | ----------- | ------------------ | ------------------ | ------------------ |
| 2000 | Havanna           | Kuba        | Kanada             | Argentinien        | Chile              |
| 2004 | London            | Argentinien | Kanada             | Chile              | Trinidad u. T.     |
| 2009 | Santiago de Chile | Kanada      | Vereinigte Staaten | Argentinien        | Chile              |
| 2013 | Brampton          | Argentinien | Kanada             | Trinidad u. T      | Vereinigte Staaten |
| 2017 | Lancaster         | Argentinien | Kanada             | Vereinigte Staaten | Trinidad u. T      |
| 2022 | Santiago de Chile | Argentinien | Chile              | Kanada             | Vereinigte Staaten |

### Medaillenspiegel
| Land                | Erster              | Zweiter                    | Dritter        | Vierter        |
| ------------------- | ------------------- | -------------------------- | -------------- | -------------- |
| Argentinien         | 4 (2004, 2013–2022) |                            | 2 (2000, 2009) |                |
| Kanada              | 1 (2009)            | 4 (2000, 2004, 2013, 2017) | 1 (2022)       |                |
| Kuba                | 1 (2000)            |                            |                |                |
| USA                 |                     | 1 (2009)                   | 1 (2017)       | 2 (2013, 2022) |
| Chile               |                     | 1 (2022)                   | 1 (2004)       | 2 (2000, 2009) |
| Trinidad und Tobago |                     |                            | 1 (2013)       | 2 (2004, 2017) |

## Damen

### Endergebnisse
| Jahr | Ort               | Sieger      | Zweiter            | Dritter            | Vierter            |
| ---- | ----------------- | ----------- | ------------------ | ------------------ | ------------------ |
| 2001 | Kingston          | Argentinien | Vereinigte Staaten | Kanada             | Uruguay            |
| 2004 | Bridgetown        | Argentinien | Vereinigte Staaten | Kanada             | Uruguay            |
| 2009 | Hamilton          | Argentinien | Vereinigte Staaten | Chile              | Trinidad u. T.     |
| 2013 | Mendoza           | Argentinien | Vereinigte Staaten | Kanada             | Chile              |
| 2017 | Lancaster         | Argentinien | Chile              | Vereinigte Staaten | Kanada             |
| 2022 | Santiago de Chile | Argentinien | Chile              | Kanada             | Vereinigte Staaten |

### Medaillenspiegel
| Land                | Erster        | Zweiter        | Dritter                    | Vierter        |
| ------------------- | ------------- | -------------- | -------------------------- | -------------- |
| Argentinien         | 6 (2001–2022) |                |                            |                |
| USA                 |               | 4 (2001–2013)  | 1 (2017)                   | 1 (2022)       |
| Chile               |               | 2 (2017, 2022) | 1 (2009)                   | 1 (2013)       |
| Kanada              |               |                | 4 (2001, 2004, 2013, 2022) | 1 (2017)       |
| Uruguay             |               |                |                            | 2 (2001, 2004) |
| Trinidad und Tobago |               |                |                            | 1 (2009)       |